# بوفچه-شبگرد استرالیایی
بوفچه-شبگرد استرالیایی (نام علمی: Aegotheles cristatus) نام یک گونه از راسته جغد است.